# Herbert John Webber
Pour les articles homonymes, voir Webber.
Herbert John Webber est un botaniste américain, né le 27 décembre 1865 (Lawton, Michigan) et mort le 18 janvier 1946 (Riverside, Californie).

## Biographie
Il passe son enfance dans une ferme de Marshalltown, Iowa, et veut au départ devenir avocat. Il est diplômé de l'université du Nebraska en 1889. Il mène des recherches de 1893 à 1897 sur les maladies des oranges en Floride pour le compte du Département de l'Agriculture des États-Unis. Il est à la tête du département de phytobiologie de 1889 à 1907. Il rentre ensuite dans l'enseignement comme professeur de phytobiologie à l'université Cornell (1907-1908) avant de devenir directeur (1909-1910 et professeur de phytobiologie de 1910 à 1912) du Département de l'Agriculture de New York. Il obtient en 1912 les postes de directeur de la station d'expérimentation sur les citrons à l'université de Californie ainsi que de doyen du département d'agriculture tropicale et de professeur de phytobiologie. En partenariat avec Walter Tennyson Swingle (1871-1952), il crée le Citrange, un agrume, par hybridisation.
Il est le premier en 1903 à utiliser le mot clone pour désigner des plantes reproduites par multiplication asexuée.

## Sources
- (en) Cet article est partiellement ou en totalité issu de l’article de Wikipédia en anglais intitulé « Herbert John Webber » (voir la liste des auteurs).